# Venezuelanski crveni urlikavac
Venezuelanski crveni urlikavac (lat. Alouatta seniculus) je vrsta primata iz porodice hvataša. Živi u Venezueli, Kolumbiji, Ekvadoru, Peruu, Boliviji i Brazilu.

## Izgled
Venezuelanski crveni majmun je zdepasto građen, ima duge, snažne noge i dugi rep. Mužjaci su dugi između 49 i 72 centimetra, dok su ženke duge između 46 i 57 centimetara. Mužjaci su teški 5,4-9 kilograma, a ženke 4,2-7 kilograma. Prosječna dužina repa je 49-75 centimetara. Krajnji dio repa nije pokriven krznom. Boja krzna je crvenkasto-smeđa, te se postupno mijenja s godinama. Lice je crno i nije prekriveno krznom.

## Ponašanje
Dnevna je životinja, a vrijeme najčešće provodi odmarajući na granama stabla. Živi u društvenim skupinama koje se sastoje od 3 do 10 jedinki. U tim skupinama obično je jedan ili dva mužjaka, nekoliko ženki i njihovi mladi majmuni. Biljojed je, hrani se listovima, cvjetovima i plodovima.
Ženka privlači mužjaka vrteći jezikom. Ako joj mužjak ne odgovori, ona ide privući drugoga. Gestacija traje oko 190 dana, i obično se rodi jedno mladunče. Novorođeni majmun ostaje s majkom 18-24 mjeseca.